# بروس د. سميث
بروس د. سميث (بالإنجليزية: Bruce D. Smith)‏ هو عالم إنسان أمريكي، ولد في 1946 في آيوا سيتي في الولايات المتحدة.